# Śródmieście (Gdańsk)

Lage des Stadtbezirks Stadtmitte in Danzig

Śródmieście (kaschubisch Westrzódgardzé; deutsch Stadtmitte) ist der zentrale Stadtbezirk von Gdańsk (Danzig) in Polen, dieser umfasst eine Fläche von 5,62 km² und zählt über 30.648 Einwohner mit einer Bevölkerungsdichte von etwa 5.500 Einwohnern/km².
Eine Aufteilung in Verwaltungsbezirke gab es in der deutschen Stadt Danzig vor 1945 nicht.

## Geschichte
Die Hansestadt Danzig konnte sich zwischen 1410 und 1466 erfolgreich aus dem Herrschaftsbereich des Deutschen Ordens lösen und war von 1454 bis 1793 eine freie Stadtrepublik unter polnischer Oberhoheit. Im Rahmen der Zweiten Polnischen Teilung kam Danzig 1793 zum Königreich Preußen, bis es 1807–1813 erneut eine Stadtrepublik unter einem französischen Gouverneur wurde. Zwischen 1816 und 1919 gehörte Danzig unter anderem zur Provinz Westpreußen und war lange Zeit deren Hauptstadt.
Mit dem Vertrag von Versailles 1919 wurde Danzig mit seinen umliegenden Gebieten vom Deutschen Reich getrennt und am 15. November 1920 zu einem unabhängigen Staat, der Freien Stadt Danzig, erklärt. Der deutsche Angriff auf die Danziger Westerplatte 1939 wird heute als Beginn des Zweiten Weltkrieges in Europa gesehen. In der Danziger Rechtstadt und der gesamten historischen Innenstadt betrugen die kriegsbedingten Bausubstanzverluste etwa 90 %. Bereits in den ersten Nachkriegsmonaten wurden die meisten in Danzig verbliebenen Deutschen vertrieben. Die Danziger Rechtstadt sowie zahlreiche Baudenkmäler der Altstadt wurden in Anlehnung an frühneuzeitliche Vorbilder rekonstruiert.
Mit Streiks in den Danziger Werften begannen sowohl der Aufstand vom Dezember 1970 in Polen als auch die August-Streiks 1980 in Polen. Aus einem lokalen Streikkomitee der Danziger Werft (Lenin-Werft) unter Führung von Lech Wałęsa entwickelte sich die landesweite Gewerkschaftsbewegung Solidarność, deren Wirken schließlich 1989 zum Zusammenbruch der Volksrepublik Polen und zur Errichtung der Dritten Polnischen Republik führte.

### Stadtteile 1973 und 2010
Gdańsk bestand seit 1973 aus 30 administrativen Bezirken, im Jahre 2010 erhöhte sich deren Zahl durch Bezirksteilungen auf 34. Eine Aufteilung in administrative Bezirke gab es in Danzig vor 1945 nicht.

## Geographie
Der Danziger Stadtteil Śródmieście liegt beiderseits von Radaunekanal und Mottlau und grenzt von Norden im Uhrzeigersinn an die Stadtteile Młyniska (Schellmühl), Przeróbka (Troyl), Rudniki (Bürgerwiesen), Olszynka (Walddorf u. Bürgerwalde), Orunia-Św. Wojciech-Lipce (Ohra, St. Albrecht u. Guteherberge), Chełm (Stolzenberg), Siedlce (Schidlitz) und im Nordwesten an Aniołki (Aller Gottes Engel).

## Gliederung
Die Danziger Stadtmitte besteht aus den historischen Stadtteilen: 
- Altstadt (polnisch Stare Miasto),
- Rechtstadt (Główne Miasto),
- Neugarten (Nowe Ogrody),
- Hagelsberg (Grodzisko),
- Bischofsberg (Biskupia Górka),
- Petershagen (Zaroślak),
- Vorstadt (Stare Przedmieście),
- Speicherinsel (Wyspa Spichrzów),
- Bleihof (Ołowianka),
- Langgarten (Długie Ogrody),
- Niederstadt (Dolne Miasto),
- Strohdeich (Sienna Grobla) und
- Kneipab (Rudno).

## Galerie

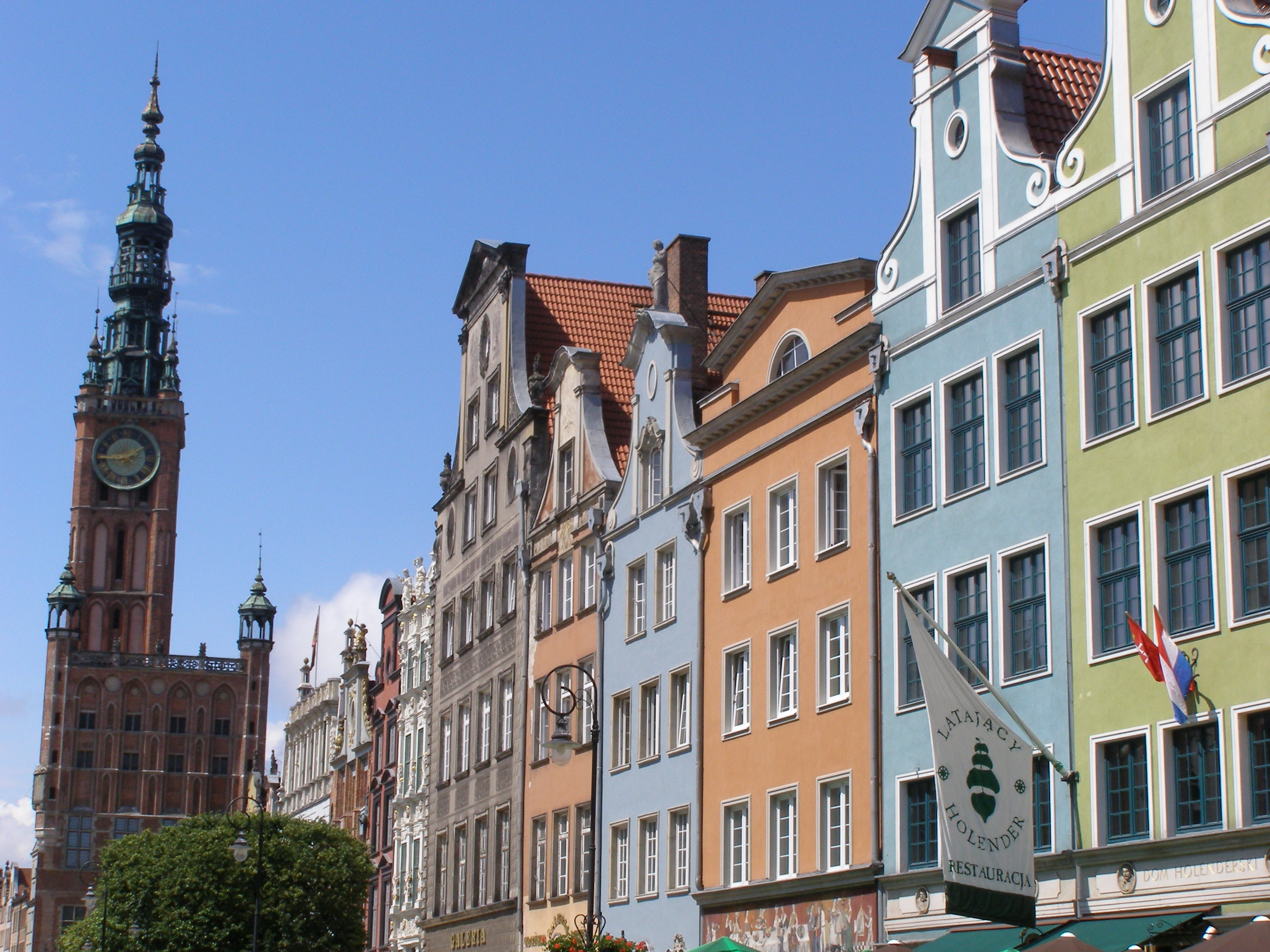
Rechtstadt
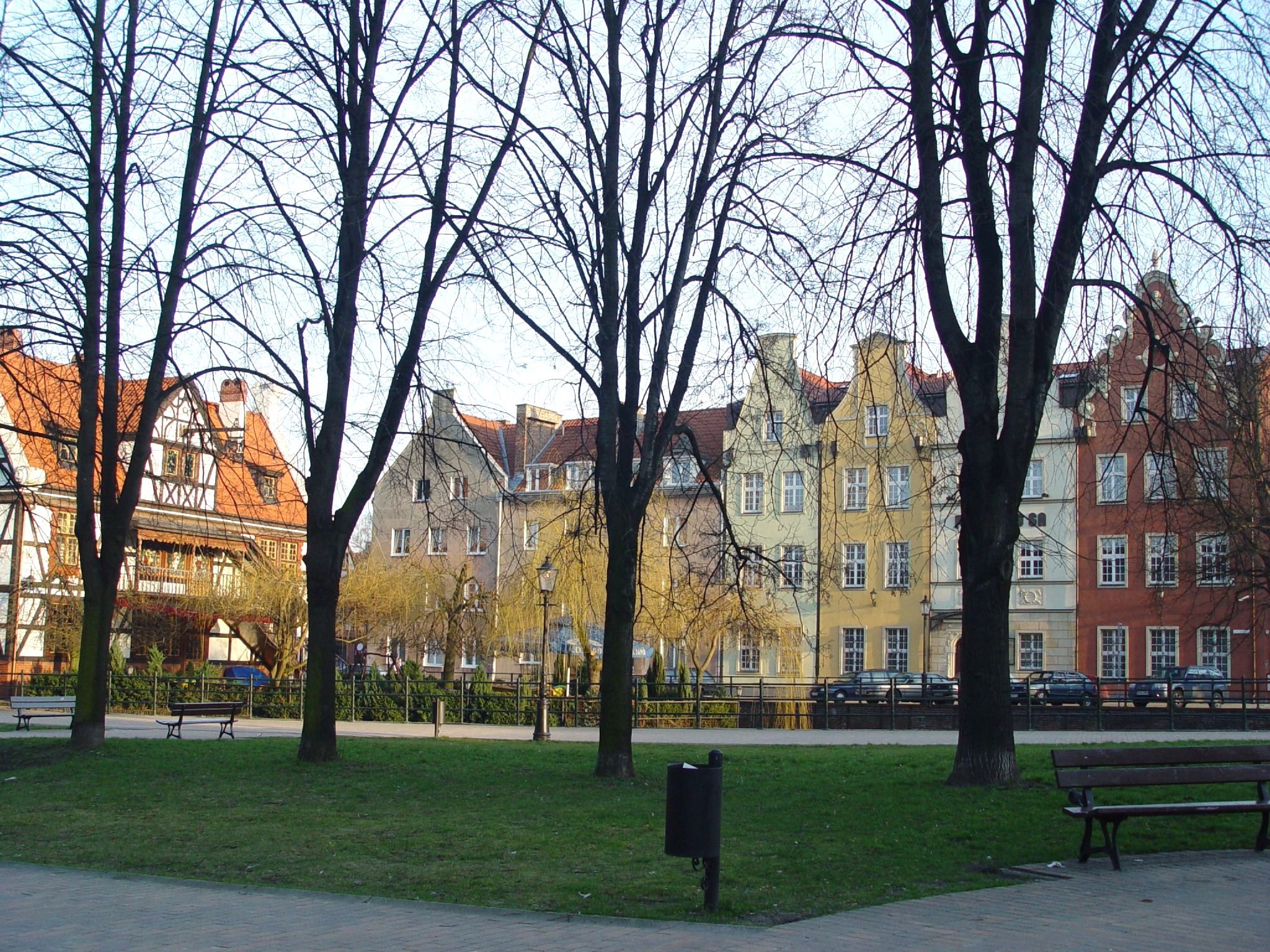
Altstadt
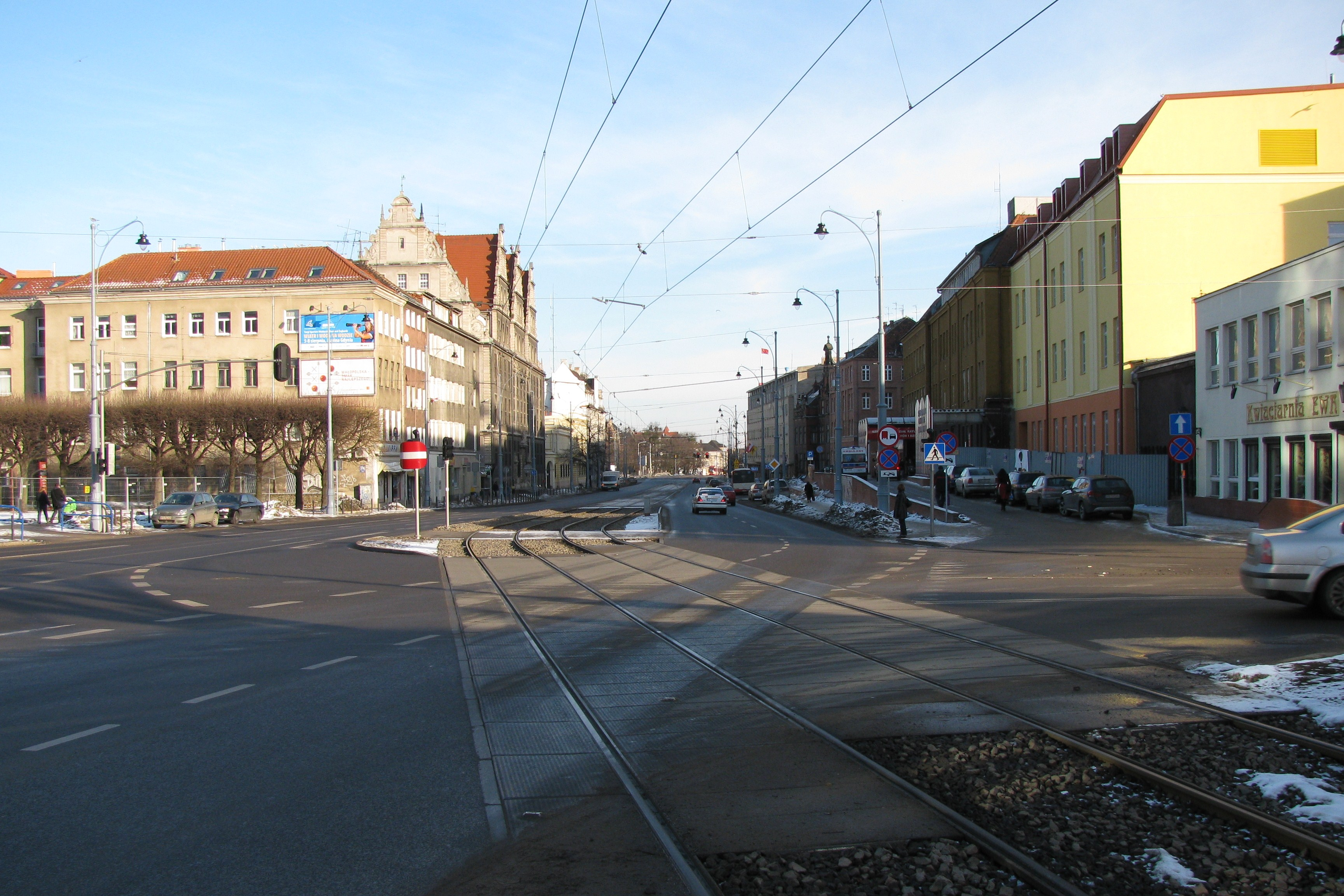
Neugarten
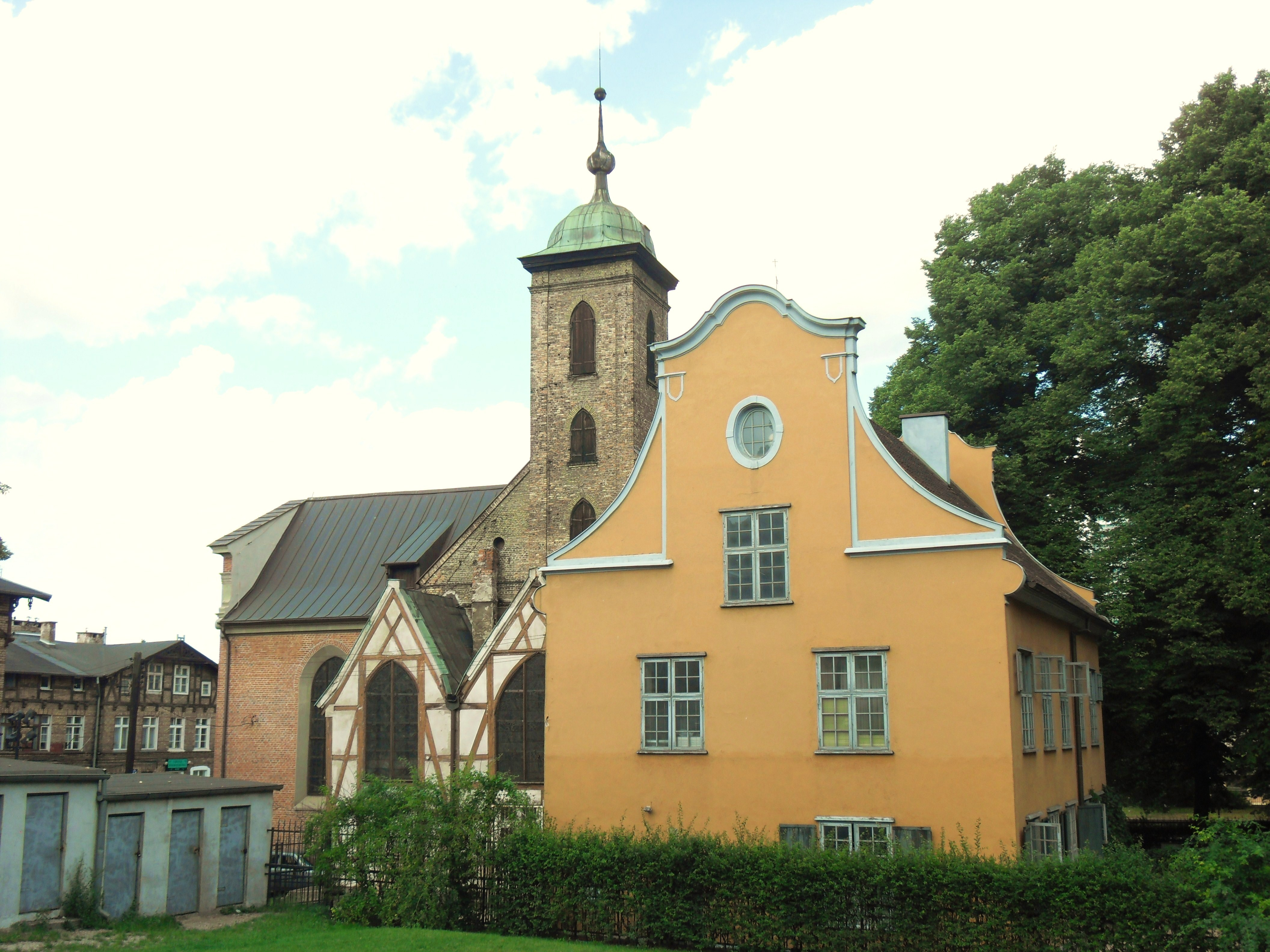
Hagelsberg: Bożego Ciała-Kirche
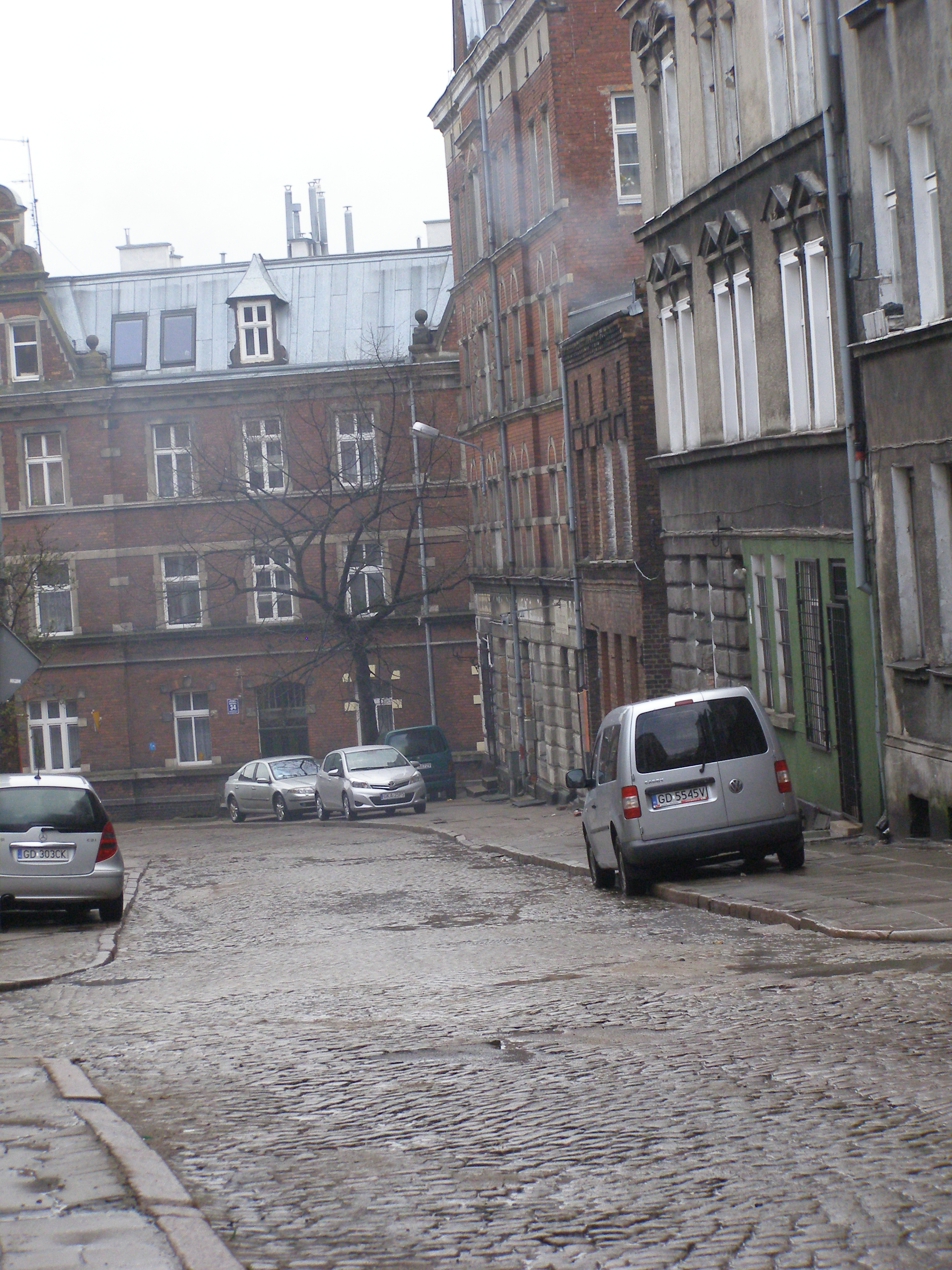
Bischofsberg
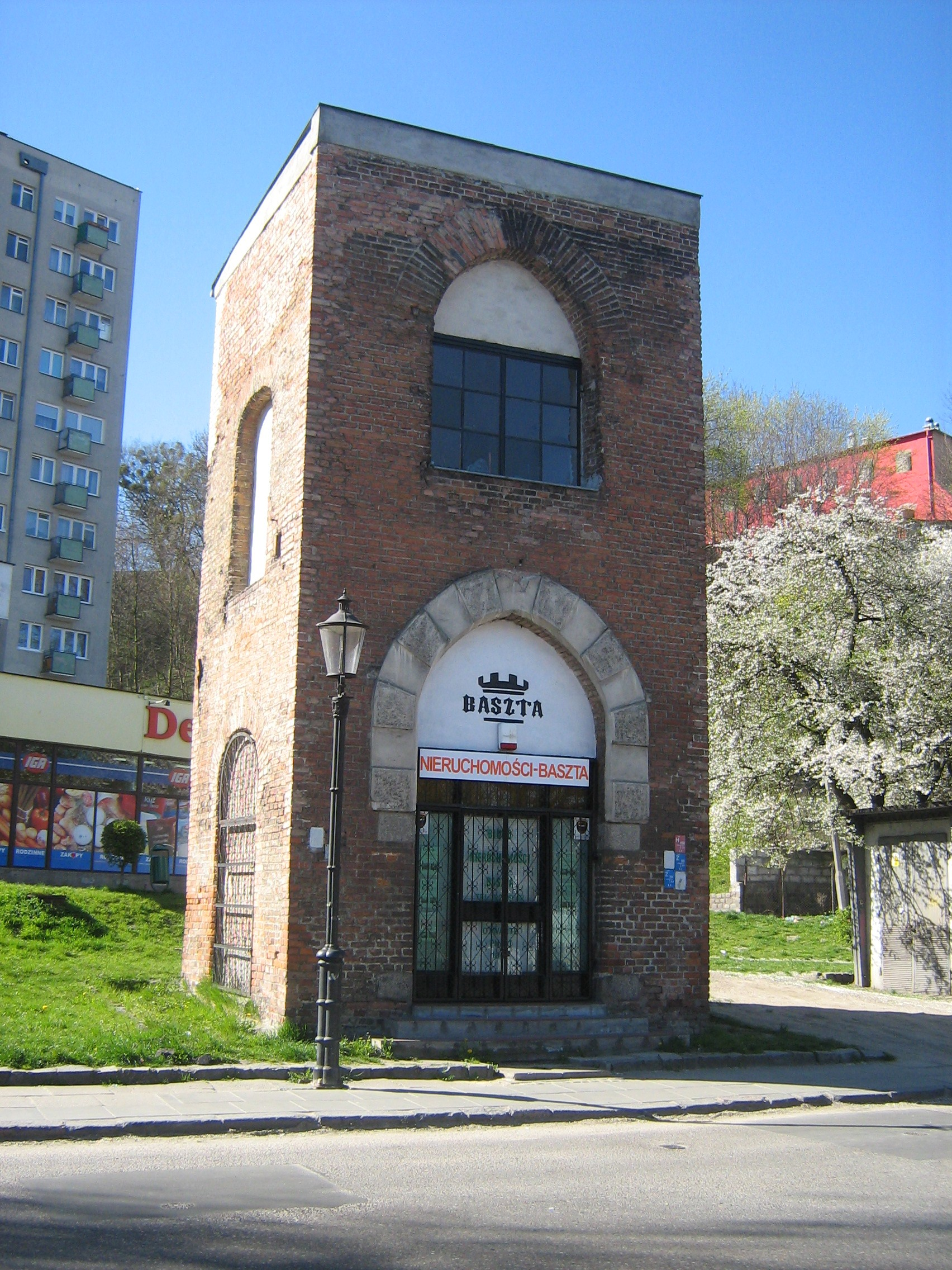
Petershagen: Ruine der Kirche
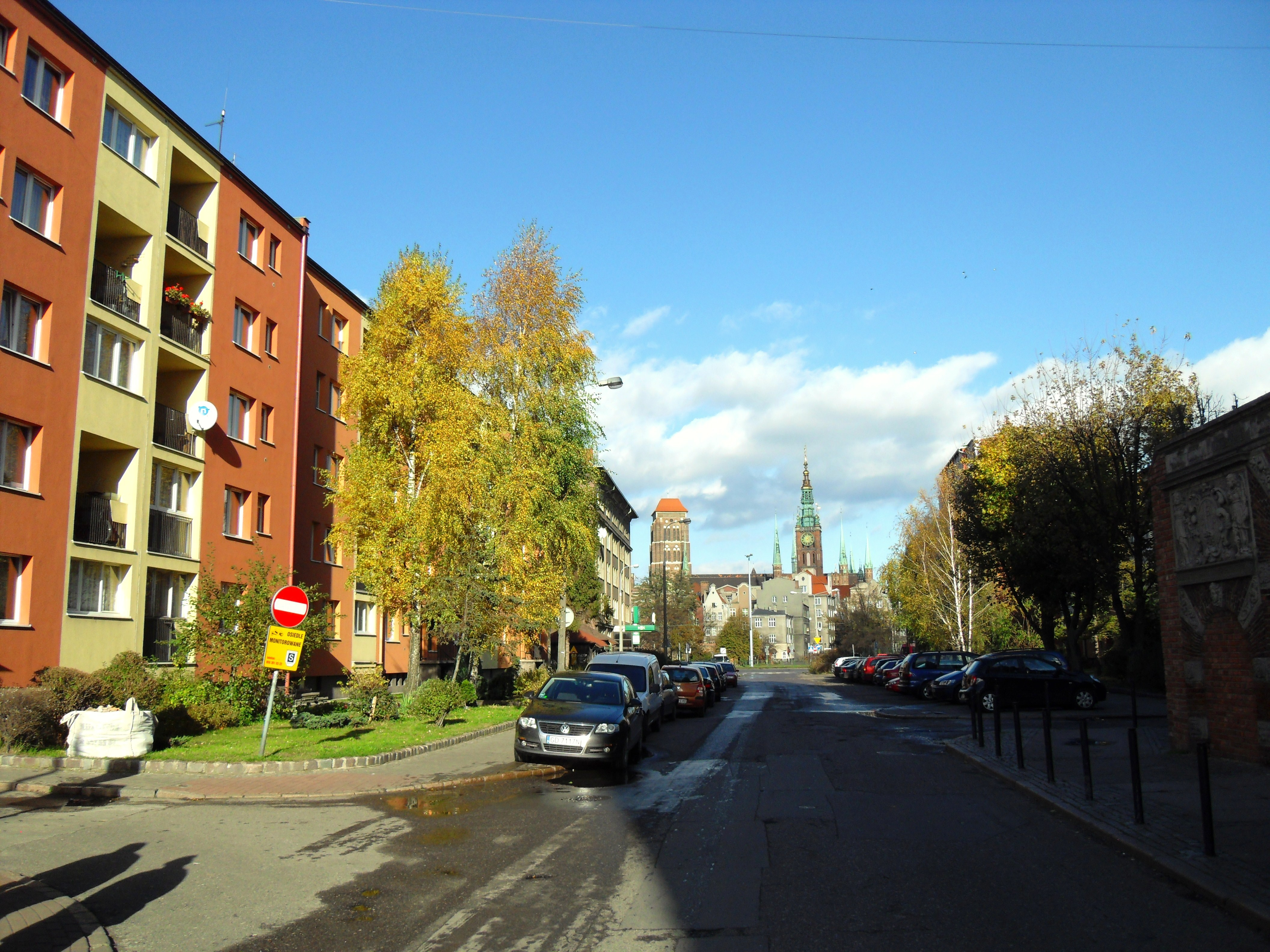
Vorstadt:  Żabi Kruk
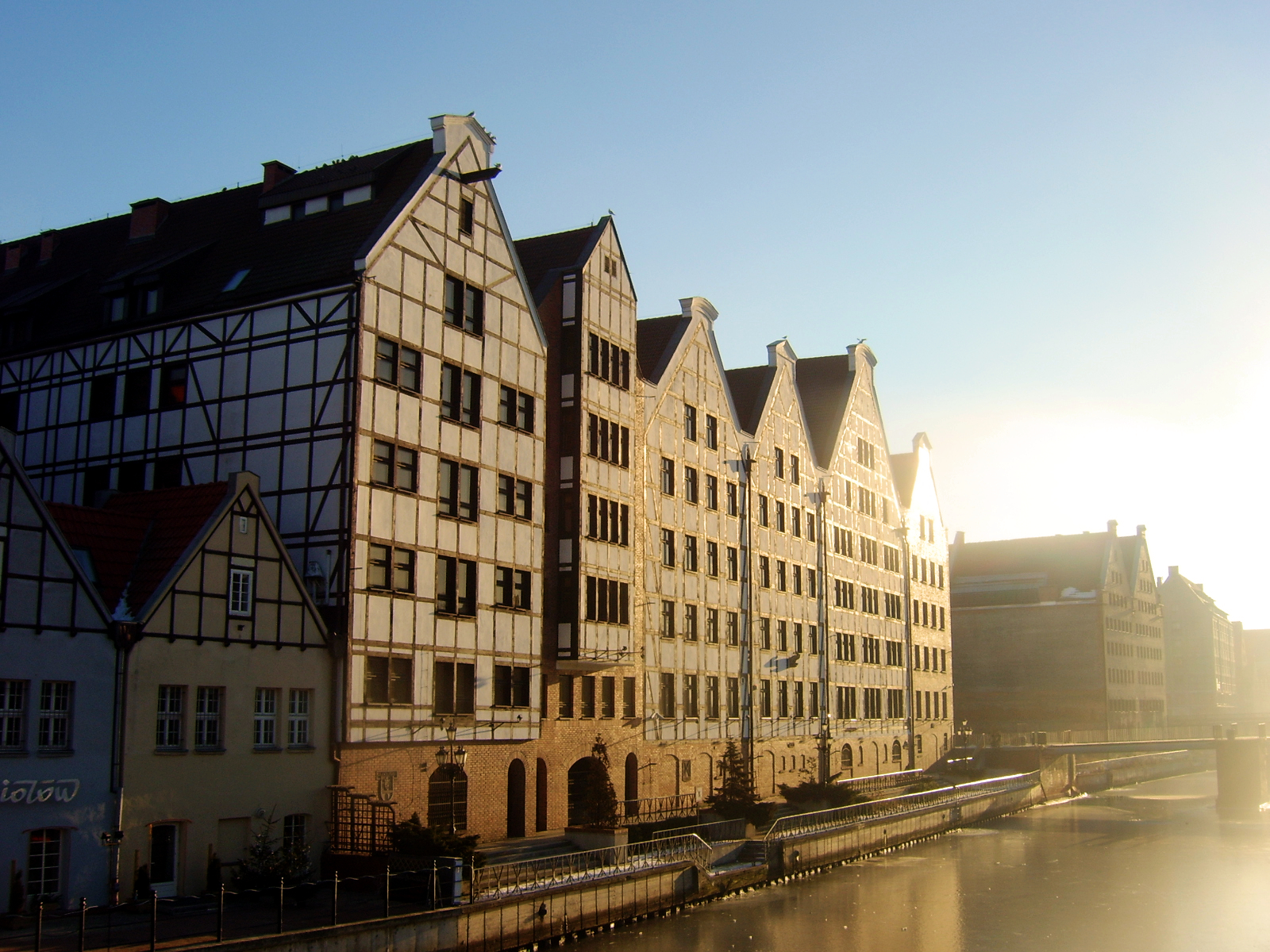
Speicherinsel
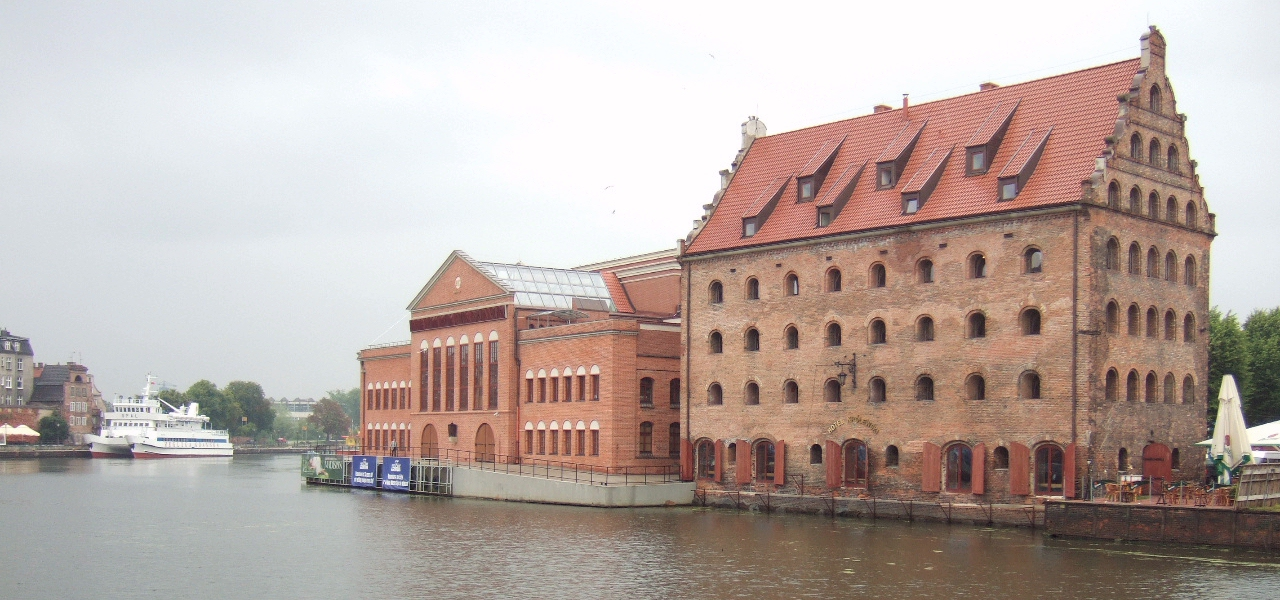
Bleihof: heutige Baltische Philharmonie (Mitte)
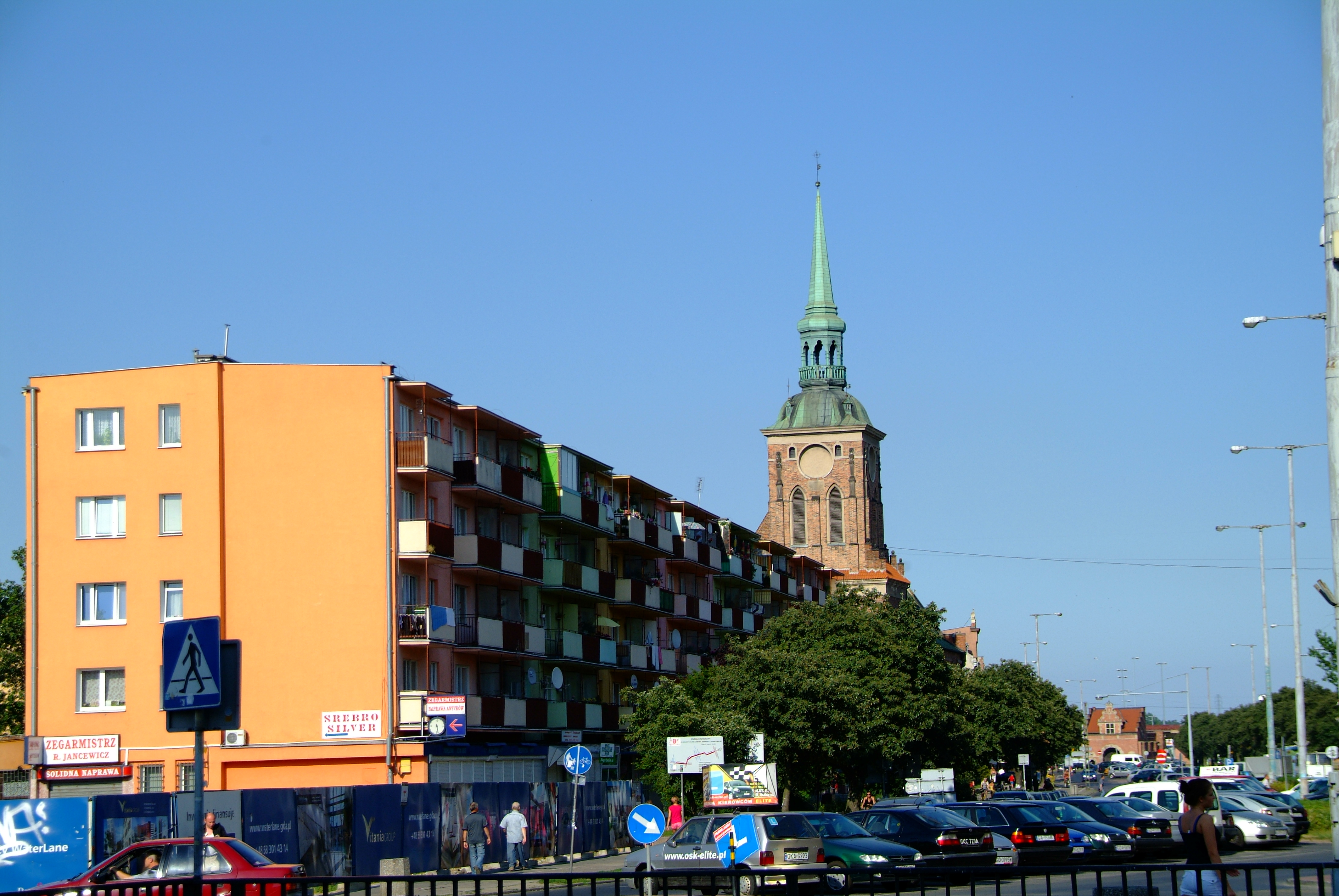
Langgarten
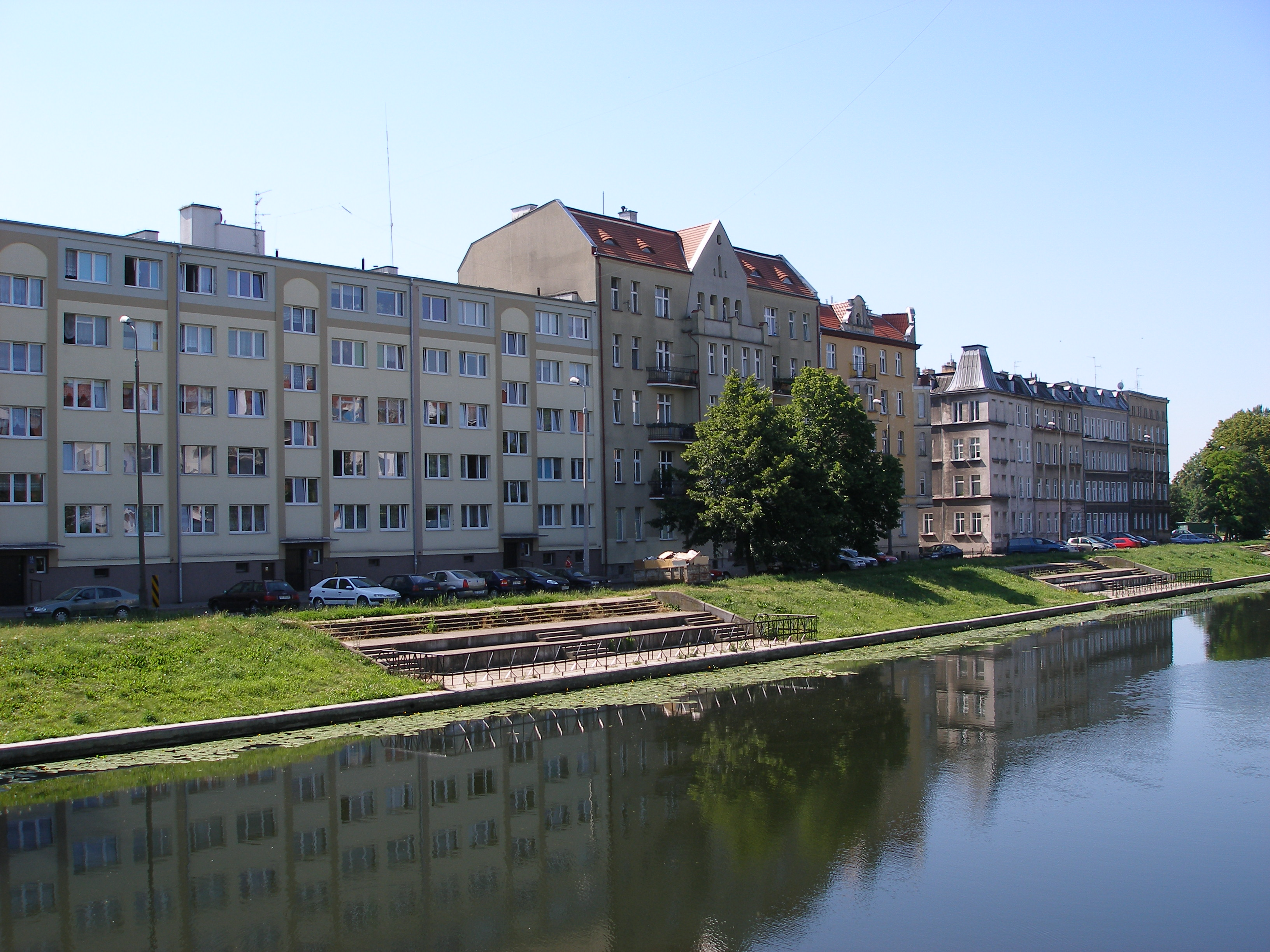
Niederstadt und neue Mottlau
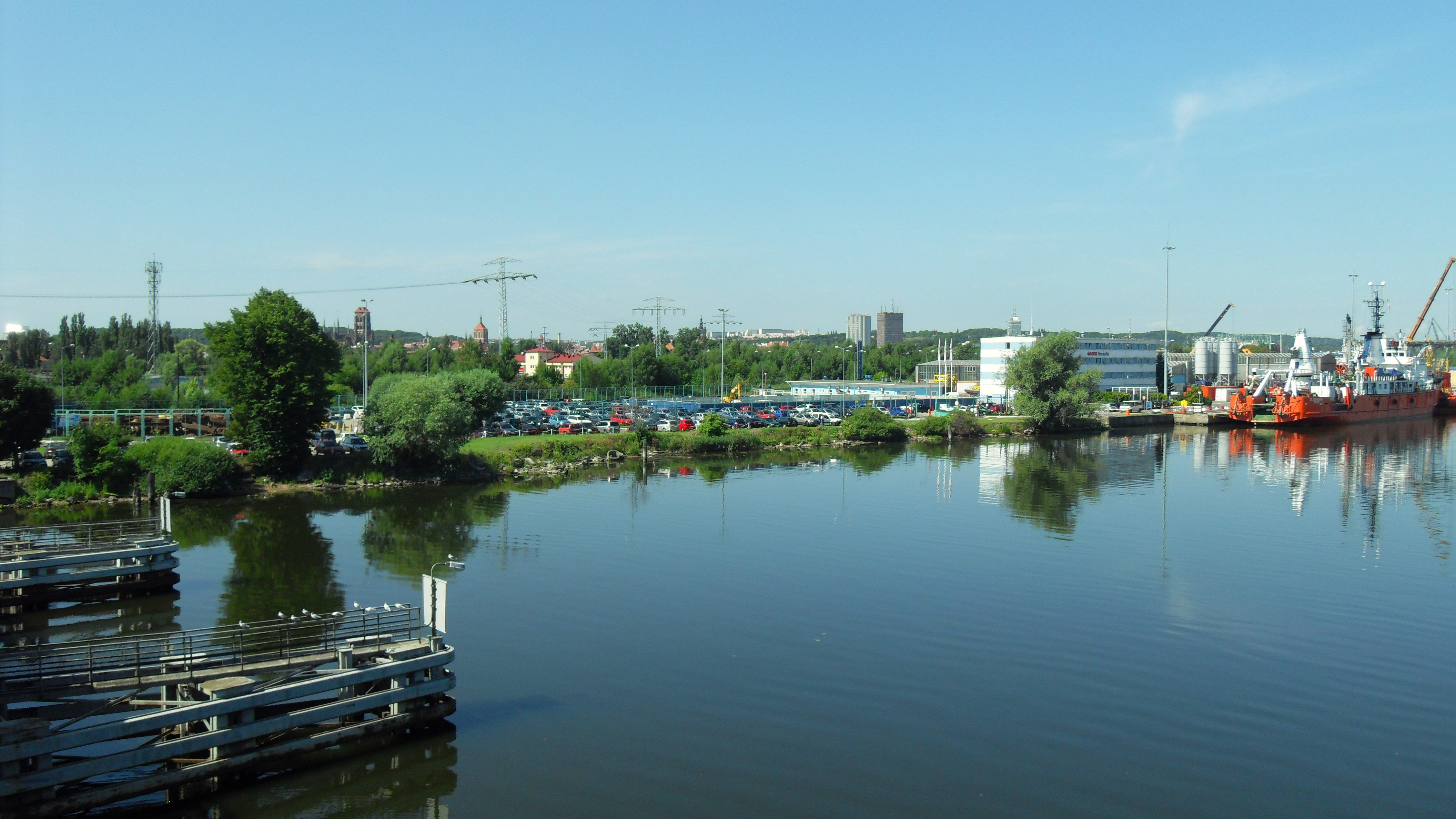
Strohdeich an der Toten Weichsel
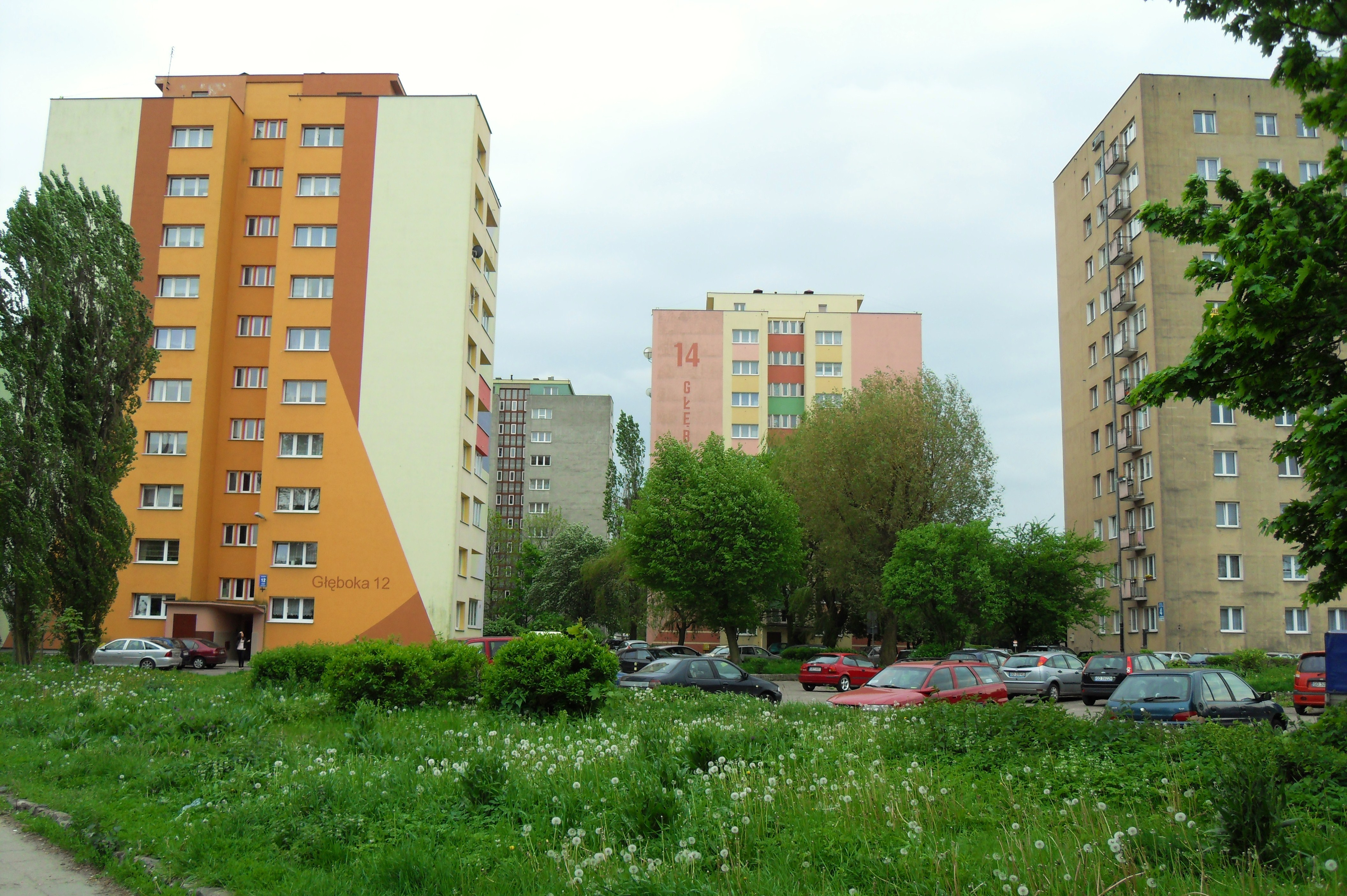
Rudno/Kneipab